# Heinrich von Handel-Mazzetti
Heinrich Raphael Eduard von Handel-Mazzetti, född den 19 februari 1882 i Wien, död på samma plats den 1 februari 1940, var en österrikisk friherre och botaniker. Han är huvudsakligen känd för sina många arbeten om Kinas flora. Han var kusin till författaren Enrica von Handel-Mazzetti (1871-1955).
Auktorsnamnet Hand.-Mazz. kan användas för Heinrich von Handel-Mazzetti i samband med ett vetenskapligt namn inom botaniken; se Wikipediaartiklar som länkar till auktorsnamnet.